# Harz (Osterode)
Harz è un territorio extracomunale della Bassa Sassonia, in Germania.
Appartiene al circondario (Landkreis) di Osterode am Harz (targa OHA).